# 嚴貞
嚴貞，字宗正，號蕉窻，浙江奉化縣人。明朝政治人物。

## 生平
永樂十六年（1418年）戊戌科進士，授刑部主事，陞郎中，遷兩淮監運司，改福建運使。天順年間，官至雲南右布政使，致仕卒，年七十九。有《蕉窻集》。